# Далґона
Далґона (кор. 달고나) або Ппопґі (кор. 뽑기) — корейський солодкий смаколик, зроблений із розтопленого цукру та харчової соди. Була популярною вуличною їжею в 1970-х і 1980-х роках, і її досі споживають як ретро-їжу.
Під час термічної обробки щіпки соди, змішаної з цукром, виділяється діоксид вуглецю. Це змушує розтоплений цукор піднятися і стати хрусткою цукеркою після затвердіння. Зазвичай солодка кремова суміш виливалася в плоску круглу форму і за допомогою спеціальних формочок на ній витискався малюнок.
Ті, хто їли, намагалися з'їсти солодощі, не пошкодивши центральну фігуру. Якщо їм вдавалося це зробити, то за традицією вони отримували ще одну далґону в подарунок.
У сучасних кафе в Кореї подають нові кавові напої «далґона», де кавові вершки зі смаком далґони додають на холодний чай або каву, а також випічку, наприклад, булочки. Деякі кафе також використовували далґону для приготування десертів, таких як бінґсу та суфле
Далґона засвітилася в одному з епізодів серіалу Netflix «Гра в кальмара», при цьому смертельна версія гри «Далґона» стала другою грою в серіалі. Успіх серіалу призвів до відродження популярності цукерок у Південній Кореї та в усьому світі, а продажі у вуличних торговців подвоїлися. Люди також почали викладати, як вони роблять власні цукерки в домашніх умовах як виклик.

## Галерея

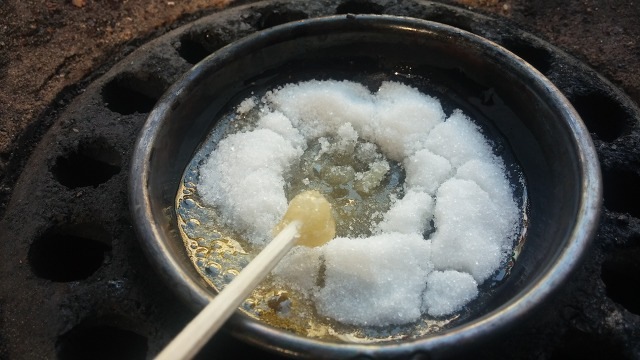
Приготування далґони на вугільних брикетах
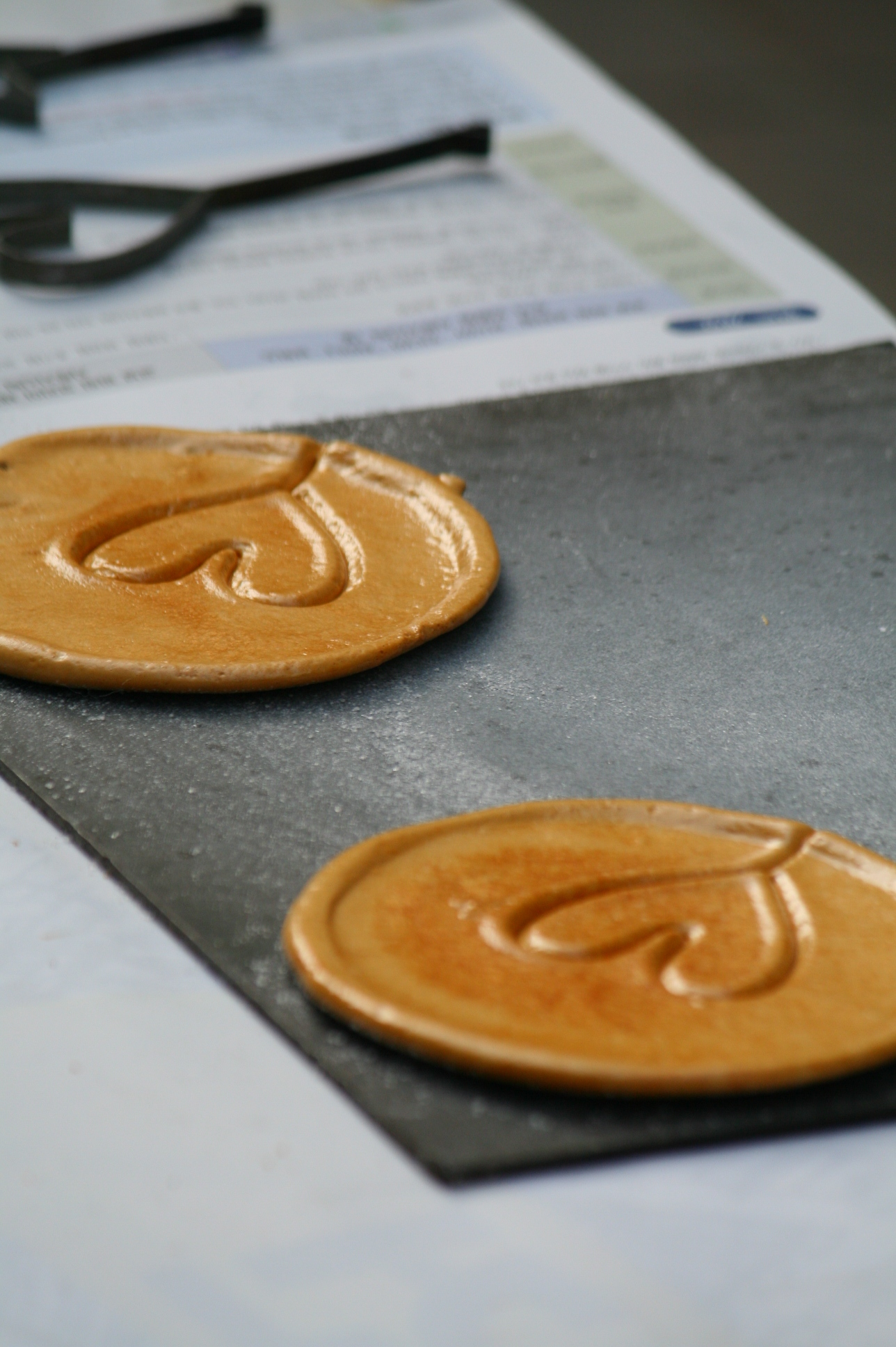
Далґона
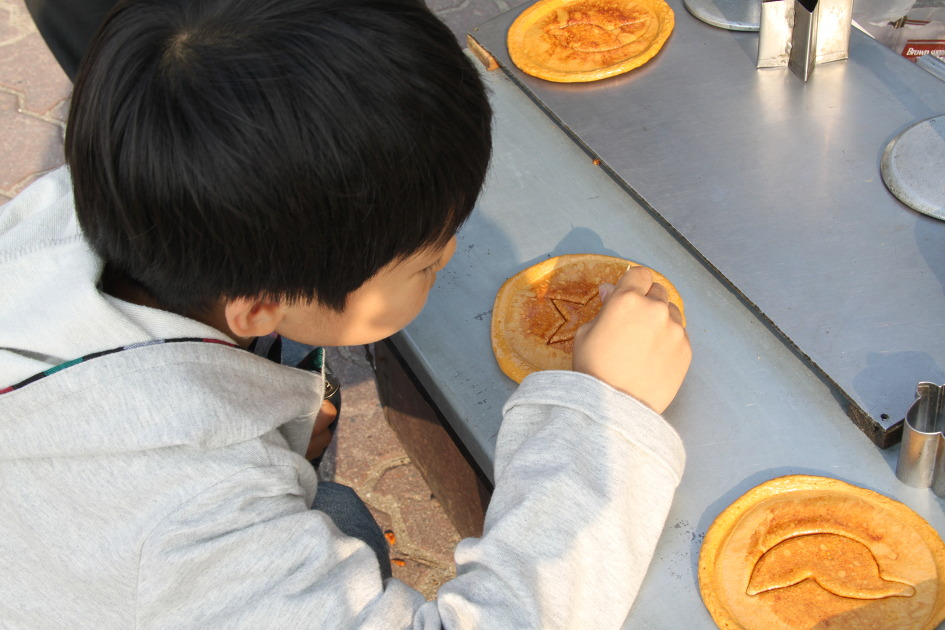
Дитина намагається виліпити фігурку з далґони
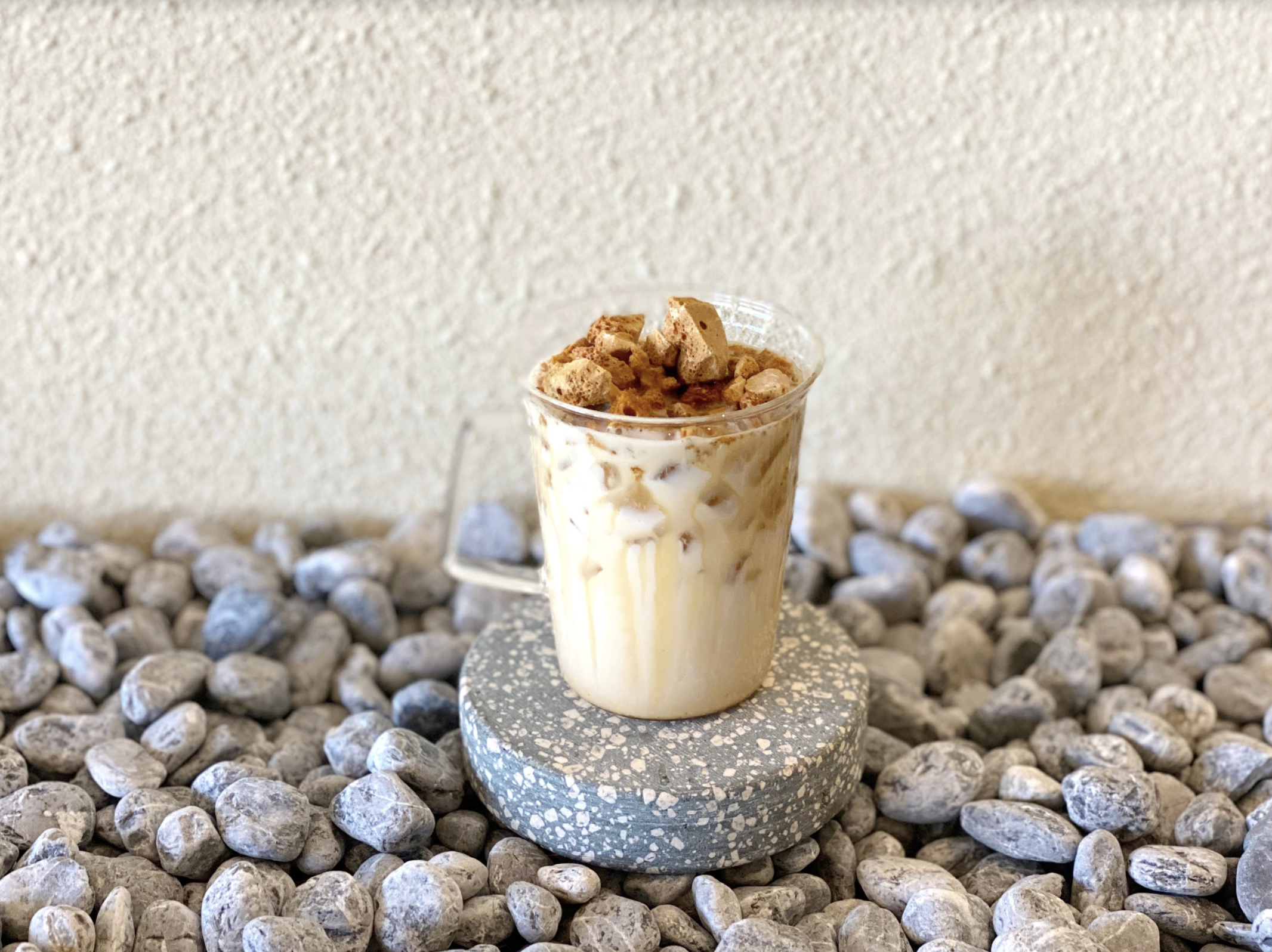
Кавові вершки зі смаком далґони на холодному чаї в сучасній сеульській кав'ярні
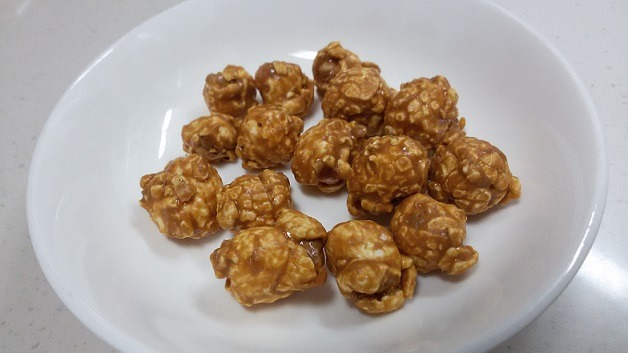
Попкорн зі смаком Далґона